# Ascocerida
Gli Ascocerida Kuhn, 1949 sono un ordine di molluschi cefalopodi estinti, appartenenti alla sottoclasse Nautiloida, conosciuti dall'Ordoviciano Medio al Siluriano.

## Descrizione
Sono forme molto variabili nel loro sviluppo ontogenetico. La crescita dell'individuo attraversa tre stadi:
- Stadio neanico (giovanile), caratterizzato da una conchiglia debolmente cirtoconica con sifone piuttosto ampio a colletti settali ortocoanitici.
- Stadio efebico (transizionale alla forma adulta), caratterizzato dal cirtocono con ultima camera globosa (inizio dello stadio ascoceroide).
- Stadio ascoceroide (adulto), caratterizzato da una conchiglia brevicona globosa, con setti sigmoidali e camere espanse nella regione dorsale, in numero ridotto. Sifone cirtocoanitico, breve. Apertura con un collo pronunciato.

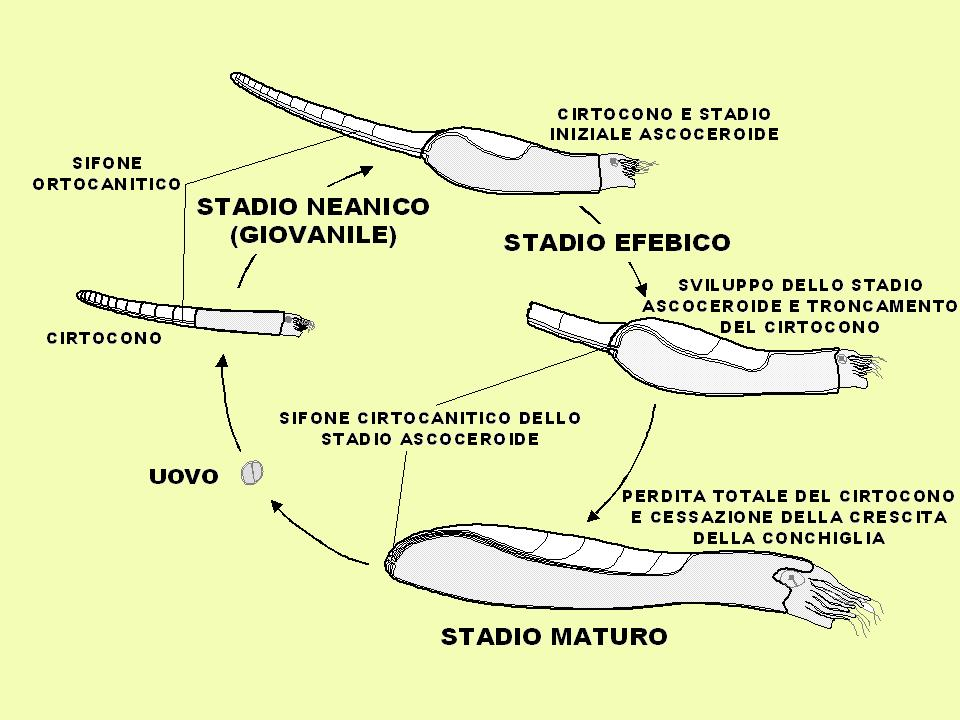
Schema ricostruttivo dell'ontogenesi di nautiloidi appartenenti all'ordine Ascocerida, caratterizzati da un netto cambiamento di morfologia della conchiglia durante la transizione da forme giovanili a forme mature (stadio efebico). Le forme giovanili avevano una conchiglia orto- o cirtoconica, longicona ed erano probabilmente predatori necto-bentonici. Le forme adulte sono caratterizzate da una conchiglia globosa con camere in posizione dorsale e parete sottile, corrispondente probabilmente ad uno stile di vita pelagico. Lo stadio cirtoconico giovanile era deciduo, cioè veniva perso gradualmente nella transizione ad adulto.

Lo stadio giovanile è deciduo: la porzione cirtoconica della conchiglia viene troncata e persa progressivamente con il progredire dello stadio ascoceroide.
Nelle forme primitive (Ordoviciano Medio) prevale nettamente la parte cirtoconica della conchiglia; nelle forme avanzate(Ordoviciano Superiore-Siluriano) lo stadio ascoceroide è ben sviluppato.

## Habitat
La differenziazione marcata tra forme giovanili e forme adulte è generalmente interpretata come il passaggio da uno stile di vita necto-bentonico per le forme giovanili a nectonico-pelagico per gli adulti. La posizione dorsale delle camere nello stadio ascoceroide, al di sopra della massa viscerale dell'animale, presuppone un migliore equilibrio dell'organismo in acqua, con l'eliminazione della necessità di depositi endosifonali ed endocamerali, ed una migliore manovrabilità. La scarsa diffusione di queste forme, caratterizzate da un certo provincialismo, e il loro intervallo stratigrafico ridotto, sembrano però indicare uno scarso successo e una limitata capacità di dispersione marina.

## Storia evolutiva
Gli Ascocerida si originano probabilmente da forme cirtoconiche appartenenti all'ordine Orthocerida nell'Ordoviciano Inferiore. Il loro sviluppo avviene nell'Ordoviciano Medio-Superiore. Subiscono probabilmente la crisi biologica generalizzata alla fine dell'Ordoviciano Superiore e riprendono piuttosto lentamente (pochi e incerti ritrovamenti fossili nel Siluriano Inferiore). Sono di nuovo ben rappresentati nel Siluriano Medio-Superiore, ma alla fine del periodo si estinguono senza discendenti.